# Annali dell'Istituto superiore di sanità
Annali dell'Istituto superiore di sanità è una rivista trimestrale edita dall'Istituto superiore di sanità (ISS) che pubblica articoli di medicina e biologia, selezionati per revisione paritaria (in inglese peer review), in lingua inglese e in lingua italiana. La rivista è aperta ai contributi di tutti i ricercatori, anche non appartenenti all'ISS; vengono privilegiati soprattutto i temi inerenti alla sanità pubblica.

## Storia
La rivista venne fondata nel 1938 da Domenico Marotta con il nome di Rendiconti dell'Istituto superiore di sanità; assunse l'attuale denominazione nel 1965. Direttore responsabile della rivista è per statuto il presidente dell'ISS. La rivista cartacea è stampata dall'Istituto Poligrafico e Zecca dello Stato. L'ISS fornisce gratuitamente l'accesso on-line full text in formato pdf ai suoi articoli dal 2000; si sta inoltre procedendo a digitalizzare i fascicoli di particolare rilevanza storica.